# Люберецкий завод сельскохозяйственного машиностроения
Люберецкий завод сельскохозяйственного машиностроения имени А.В. Ухтомского — завод, который производил сельскохозяйственную технику, запчасти для неё и садовые предметы. Был основан в 1902. В 1911 был выкуплен американской «Международной компанией жатвенных машин в России» (филиалом International Harvester). Техника завода использовалась в 40 странах и пользовалась популярностью. В 1942 году завод был награждён орденом Трудового Красного Знамени, а в 1945 году — орденом Ленина. После развала СССР завод был закрыт. На данный момент на заводе ничего не производится.

## История
Первоначально завод паровых машин Карла Вейхельта был основан в 1899 году на станции Подосинки, но скоро обанкротился из-за отсутствия заказов. В 1901—1909 гг. стал заводом Нью-Йоркской компании воздушных тормозов (New York Air Brake Cº), владельцем которого был Томас Пурдэ. 

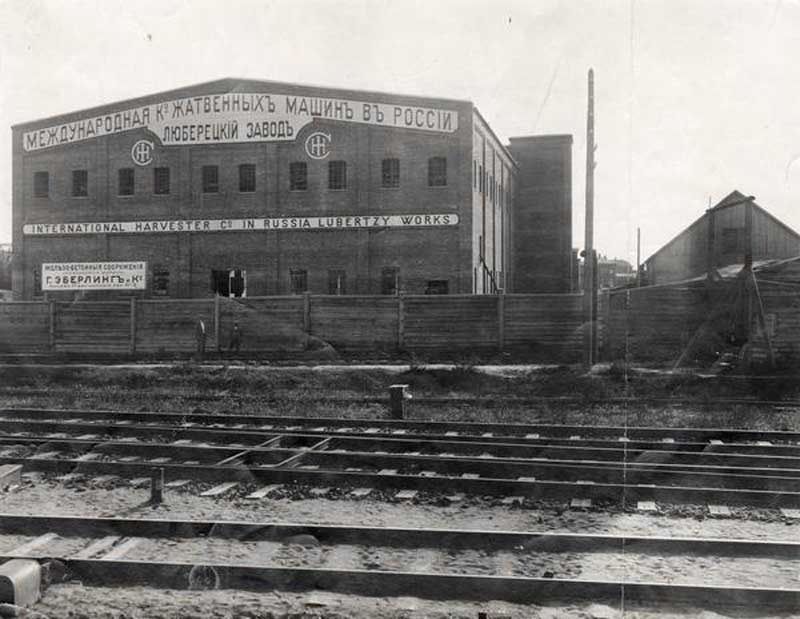
Фабрика International Harvester в Люберцах, фото 1910 года

В 1909—1910 гг. американская компания International Harvester Cº организовала российскую дочку «Международная компания жатвенных машин в России» и в декабре 1909 года купила Люберецкий завод и развернула на его площадях производство жаток-лобогреек для российского рынка. В период 1911—1912 гг. завод произвел более 17 тысяч уборочных машин, но с началом Первой мировой войны их производство сократилось в пять раз, за счёт чего было развёрнуто производство корпусов для трёхдюймовых снарядов. После ПМВ предприятие развивалось не только в сельском машиностроении, но и в сельских принадлежностях для окопа земли, скашивания травы.
Директор завода эстонец Н. А. В. Круминг был лично знаком с Лениным, и благодаря этому революция не повлияла на работу вплоть до 1923 года, когда американцы ушли из Советской России. В 1924 году завод был национализирован и переименован в Государственный Люберецкий завод жатвенных машин им. Ухтомского. С 1941 года — Люберецкий завод сельскохозяйственного машиностроения им. Ухтомского. За все время ВОВ завод изготовил 20 миллионов мин, и в 1942 году завод награждён орденом Трудового Красного Знамени, а в 1945 году — орденом Ленина.
После войны в период 1971—1975 завод выпустил около 169 тысяч погрузчиков, 31 тысячу комбайнов «Вихрь», 720 комбайнов для уборки сахарного тростника, 609 тысяч тракторных косилок. Из-за высокого роста производительности завода его техника побывала на международных выставках в Голландии, Ираке, Швеции, Венгрии, а также использовалась более чем в 40 странах. Но после принятия постановления ЦК КПСС «Об организации производства самоходных кормоуборочных комбайнов и самоходных косилок-плющилок» был построен новый производственный корпус № 1, корпус № 2 и другие объекты. А в 1981 году новый завод был построен на Кубе. Однако после распада СССР завод обанкротился. На данный момент на территории завода ничего не производится.

## Продукция
Завод производил: жатки, лобогрейки, косилки, сноповязалки, погрузчики, силосоуборочные комбайны «Вихрь», комбайны для уборки сахарного тростника, льнокомбайны, льнотеребилки и другое.